# Petros Gaidatzís
Petros Gaidatzís (en griego: Πέτρος Γκαϊδατζής; 25 de noviembre de 2000) es un deportista griego que compite en remo.
Participó en los Juegos Olímpicos de París 2024, obteniendo una medalla de bronce en la prueba de doble scull ligero. Ganó una medalla de bronce en el Campeonato Europeo de Remo de 2023, en la misma prueba.

## Palmarés internacional
| Juegos Olímpicos   | Juegos Olímpicos | Juegos Olímpicos  | Juegos Olímpicos   |
| Año                | Lugar            | Medalla           | Prueba             |
| ------------------ | ---------------- | ----------------- | ------------------ |
| 2024               | París (Francia)  | Medalla de bronce | Doble scull ligero |
| Campeonato Europeo |                  |                   |                    |
| Año                | Lugar            | Medalla           | Prueba             |
| 2023               | Bled (Eslovenia) | Medalla de bronce | Doble scull ligero |